# World Doubles Championships 1996 - Doppio
Il doppio del World Doubles Championships 1996 è stato un torneo di tennis facente parte del WTA Tour 1996.
Meredith McGrath e Larisa Neiland erano le detentrici del titolo, ma hanno perso in semifinale contro Nicole Arendt e Manon Bollegraf.
Nicole Arendt e Manon Bollegraf hanno battuto in finale 6–3, 2–6, 7–6 Gigi Fernández e Nataša Zvereva.

## Teste di serie
1. Gigi Fernández /  Nataša Zvereva (finale)
2. Meredith McGrath /  Larisa Neiland (semifinali)
3. Nicole Arendt /  Manon Bollegraf (campionesse)
4. Katrina Adams /  Mariaan de Swardt (semifinali)

## Tabellone

### Legenda
| - Q = Qualificato - WC = Wild card - LL = Lucky loser | - ALT = Alternate - SE = Special Exempt - PR = Protected Ranking | - w/o = Walkover - r = Ritirato - d = Squalificato |

|  | Quarti di finale | Quarti di finale                            | Quarti di finale                            | Quarti di finale | Quarti di finale |  |  | Semifinali | Semifinali                      | Semifinali | Semifinali                    | Semifinali |   |   | Finale | Finale                        | Finale | Finale | Finale |  |
|  |                  |                                             |                                             |                  |                  |  |  |            |                                 |            |                               |            |   |   |        |                               |        |        |        |  |
|  | 1                | Gigi Fernández Nataša Zvereva               | 3                                           | 6                | 6                |  |  |            |                                 |            |                               |            |   |   |        |                               |        |        |        |  |
|  |                  | Elena Makarova Evgenija Manjukova           | 6                                           | 1                | 1                |  |  | 1          | Gigi Fernández Nataša Zvereva   | 6          | 5                             | 7          |   |   |        |                               |        |        |        |  |
|  | 4                | Katrina Adams Mariaan de Swardt             | Katrina Adams Mariaan de Swardt             | 6                | 6                |  |  | 4          | Katrina Adams Mariaan de Swardt | 1          | 7                             | 6          |   |   |        |                               |        |        |        |  |
|  | WC               | Zina Garrison-Jackson Kathy Rinaldi-Stunkel | Zina Garrison-Jackson Kathy Rinaldi-Stunkel | 2                | 4                |  |  |            |                                 |            |                               |            |   |   | 1      | Gigi Fernández Nataša Zvereva | 3      | 6      | 6      |  |
|  |                  | Patricia Tarabini Caroline Vis              | Patricia Tarabini Caroline Vis              | 2                | 3                |  |  |            |                                 | 3          | Nicole Arendt Manon Bollegraf | 6          | 2 | 7 |        |                               |        |        |        |  |
|  | 3                | Nicole Arendt Manon Bollegraf               | Nicole Arendt Manon Bollegraf               | 6                | 6                |  |  | 3          | Nicole Arendt Manon Bollegraf   | 3          | 6                             | 6          |   |   |        |                               |        |        |        |  |
|  |                  | Jill Hetherington Kristine Radford          | 3                                           | 6                | 3                |  |  | 2          | Meredith McGrath Larisa Neiland | 6          | 4                             | 4          |   |   |        |                               |        |        |        |  |
|  | 2                | Meredith McGrath Larisa Neiland             | 6                                           | 3                | 6                |  |  |            |                                 |            |                               |            |   |   |        |                               |        |        |        |  |